# Bicrisia biciliata
Bicrisia biciliata is een mosdiertjessoort uit de familie van de Crisiidae. De wetenschappelijke naam van de soort is, als Crisia biciliata, voor het eerst geldig gepubliceerd in 1869 door MacGillivray.